# ジョージ・ワシントン・ヴァンダービルト3世
ジョージ・ワシントン・ヴァンダービルト（英: George Washington Vanderbilt III 1914年9月23日 - 1961年6月24日）は、アメリカのヨットマン兼、科学探検家。著名なヴァンダービルト家の一員である。

## 幼少期から青年期
ロードアイランド州ニューポート生まれ、両親アルフレッド・グウィン・ヴァンダービルトとマーガレット・エマーソンの二男、兄はアルフレッド・グウィン・ヴァンダービルト・ジュニア、父の初婚の相手エレン・「エルシー」・フレンチとの息子はウィリアム・ヘンリー・ヴァンダービルトIIIは異母兄である。1915年、1歳足らずで父をRMSルシタニア沈没事故で亡くし、息子に4000万アメリカドル（2020年時点の貨幣価値で9億9065万7895ドル相当）
を遺贈する。遺産は4回に分けて渡され、初回はジョージが21歳になった時、その後、25歳、30歳、35歳で受け取った。生母マーガレットは2回再婚、ジョージには最初の義父レイモンド・T・ベイカー（Raymond T. Baker）と母の間に異母妹のグロリア（ベイカー、1920年–1975年）がある。2番目の義父はチャールズ・ミノット・エイモリーといった。
ヴァンダービルトの祖父母はコーネリアス・ヴァンダービルトIIとアリス・クレイプール・グウィンであり、祖父の叔父ジョージ・ワシントン・ヴァンダービルトとその後継者で自身の大叔父にあたるジョージ・ワシントン・ヴァンダービルトIIから名前をもらった。ヴァンダービルトの母方の祖父はアイザック・エドワード・エマーソン（Isaac_Edward_Emerson）という実業家で、誰でも知っている「ブロモセルツァー」Bromo-Seltzerなど特許薬を初め、さまざまな事業で成功した富豪であった。その祖父はヨットを愛好し、幼いジョージにスポーツへの愛情を植え付けたのはこの人物である。成人したヴァンダービルトは祖父譲りの航海術と父から相続した富を、科学研究に活用した。
学業はセントポールズ・スクール（ニューハンプシャー州コンコード）とアディロンダック＝フロリダスクール（ニューヨークとマイアミ）に通った。
1904年におじのウィリアム・キッサム・ヴァンダービルト2世が設立して中断していた自動車レースに資金を提供して再開させ、1936年と1937年にヴァンダービルト杯が催された。
第二次世界大戦中、2人の兄と同様にアメリカ海軍に勤めたヴァンダービルトは、1943年5月1日に中尉に昇進、功勲に対してレジオン・オブ・メリット章を受けた。

### 科学研究
ヴァンダービルトは大学に進まず、21歳になるとパナマとアフリカに2回目の遠征を率いている。最長10ヵ月の調査行は標本を採取し、さまざまなヘビ、魚類、昆虫、鳥類をアメリカにもたらした。1937年の遠征はフィラデルフィア自然科学アカデミーの委嘱で南洋におもむき、6ヵ月で持ち帰った標本は2万個体におよぶ。ヴァンダービルト所有の外洋航海用ヨットは数隻あり、世界各地で展開した科学探検のうち、アフリカ調査（1934年）は重要な成果をあげた。南太平洋の広い範囲を渡った「ヴァンダービルトのスマトラ探検」（1937年George_Vanderbilt_Sumatran_Expedition）ではスクーナー船の自艇「クレシダ」で多くの島を訪れ標本を採取した。魚類の個体数は1万点超 （210属434種）に達し、系統だった分類の研究に寄与した。
規模にして5番目の遠征は1941年、スクーナー船「パイオニア」で出帆し、バハマ、カリブ海、パナマ、ガラパゴス諸島から太平洋側へ進むとメキシコ領の島々に至った。ジョージ・ヴァンダービルト財団を設立し会長を務めると、生物海洋学に関する科学的研究に捧げた。ただし、これら科学界への貢献も、学界を離れると親戚一門が送るぜいたくな生活や、ヴァンダービルト邸に象徴される富裕さにばかり目が注がれがちであった。

## 私生活

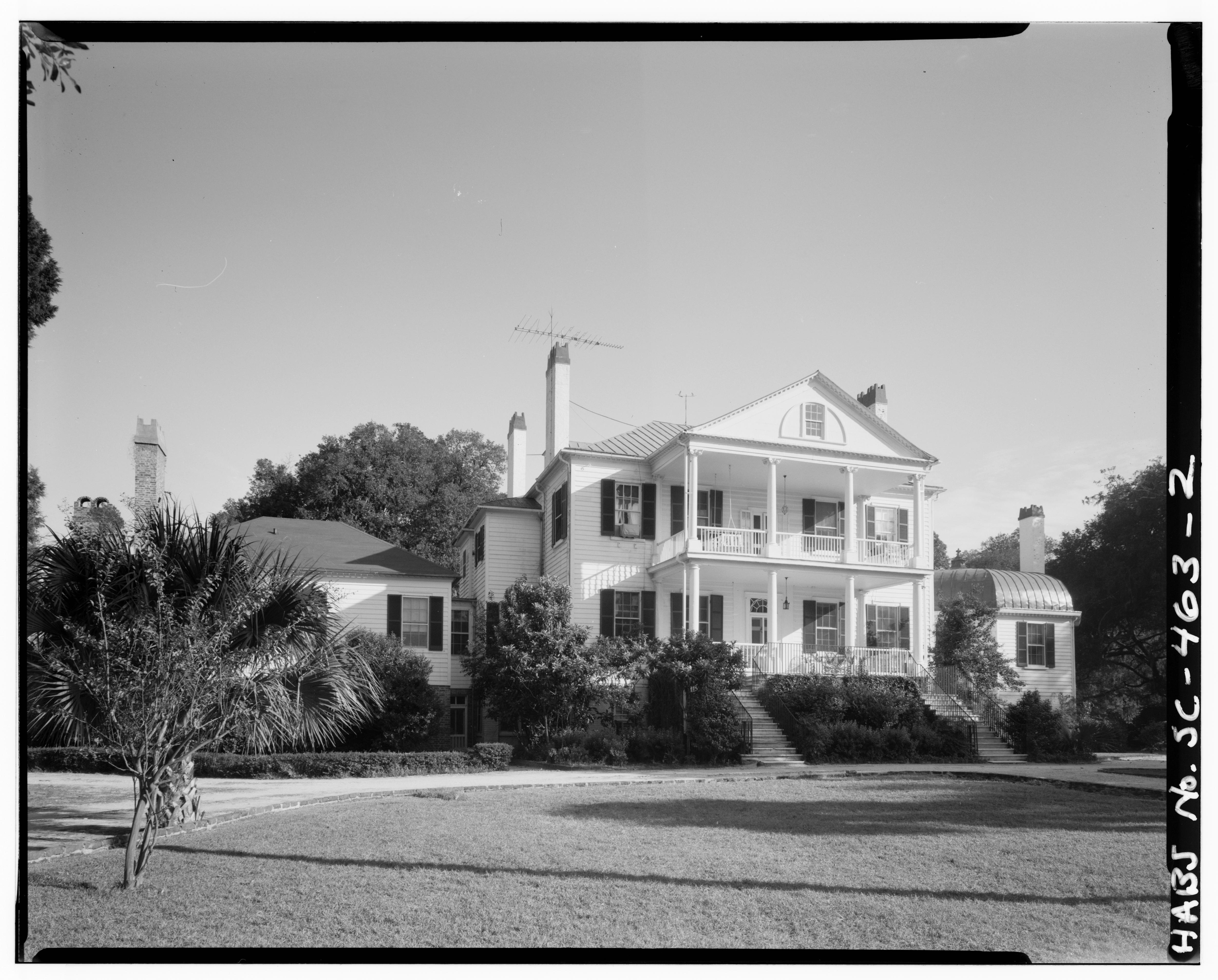
アルカディアの地所（Arcadia_Plantation、サウスカロライナ州ジョージタウン郡）

ジョージ・ヴァンダービルトは4人の女性を妻にし、1935年にまずルイーズ・「ルル」・ミリアム・パーソンズ（1912年–2013年）と結婚した。ニュージャージー州モントクレア生まれ、岳父J・レスター・パーソンズは再保険会社クラム・アンド・フォースターの創業者であった（1896年創業、現Fairfax_Financial。）ジョージとルイーズ・ヴァンダービルトの娘はルシール・マーガレット・ヴァンダービルト（1938年-2018年）という。
ジョージとルイーズは1950年に離婚。同年、ジョージ・ヴァンダービルトはサウスカロライナ州の自邸アーケイディア荘Arcadia_Plantationでアニタ・C・ザバラ・ハワードと結婚式を挙げた（8年後の1958年に離婚）。
ヴァンダービルトの3度目（1958年）の結婚相手はジョイス・「ジョシュ」・ブラニング（1926年–2016年）。ラルフとエニド・ブラニングの娘である。
1961年3月23日、ヴァンダービルトはアリゾナ州スコッツデールでルイーズ・ミッチェル・ペインと結婚した。アメリカ小児がん基金の理事で、父はハロルド・E・ミッチェル。同年6月にヴァンダービルトを亡くし、生活を共にしたのは3ヵ月のみだった。

### 居宅
ロングアイランド湾に面したサンズ岬にヴァンダービルトは1935年、最初の結婚直後に32エーカー (13 ha) の地所を手に入れた。このミドルネック通りの土地には旧チャールズ・W・スローン邸があった。2年後の1937年には上流社会で評判の建築会社トレノー・アンド・ファティオ（Treanor＆Fatio）に屋敷の新築を発注、1945年にレストランチェーン「ロングチャンプ」の創設者ヘンリー・ラスティグに譲った。
1,500エーカー (610 ha) の原野をカリフォルニア州北部シスキュー郡シャスティーナ湖畔に購入したのは1946年で、シャスタ＝トリニティ国有林に近い。ここに通称「シャドウバレー・ランチ」という、牧場主の住まいをなぞった大きな家を建てさせ、1949年には来客用コテージのほか馬車倉庫、テニスコートや乗馬コース、倉庫に加えて滝が揃った。当時の著名人を招くと、政治家のハリー・トルーマンほか、映画界からジョン・ウェイン、オードリー・ヘプバーン、スペンサー・トレイシー、クラーク・ゲーブル、アラン・ラッド、ジンジャー・ロジャースなどが宿泊している。
ハワイにも25年住み（ホノルル）、サウスカロライナ州ジョージタウンには1906年に祖父エマーソン博士が購入したアーケイディア・プランテーションを所有した。
旧蔵のヨット「パイオニア」は現在「ヤンキークリッパー」と改称、客船としてカリブ海をめぐるウィンドジャマー・ベアフット・クルーズが運行する。

### 死去
1961年6月24日、ジョージ・ワシントン・ヴァンダービルトはカリフォルニア州サンフランシスコのマーク・ホプキンス・ホテル10階のスイートから投身自殺したとされ、血中アルコール濃度が高かったという。夫は事業不振に落胆していたと述べた妻も、業種などは明かさなかった。